# Castle Acre Castle

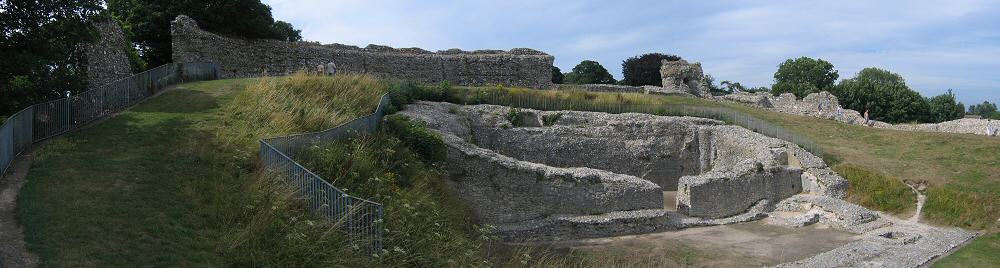
Überreste des Donjons von Castle Acre Castle und umgebender Kurtine

Castle Acre Castle ist eine Burgruine im Dorf Castle Acre in der englischen Grafschaft Norfolk. Die ehemalige Motte mit ausgedehnten Erdwerken gilt als Scheduled Monument und English Heritage hat sie als historisches Bauwerk I. Grades gelistet.

## Geschichte
Die Burg ließ William de Warenne, der erste Earl of Surrey, bald nach der normannischen Eroberung Englands 1066, als sein wichtigstes Anwesen in Norfolk errichten. In den 1140er-Jahren wurde diese erste Burg umgebaut. Die Niederlassung wurde nach strategischen Gesichtspunkten an der Stelle platziert, an der ein alter Zugweg namens Peddars Way den Fluss Nar kreuzt. Westlich der Burg befand sich eine geplante Stadt; die gesamte Siedlung war befestigt. Der Platz am Fluss war sowohl für die Verteidigung als auch für die Versorgung mit Gütern über den Fluss in einer Zeit, in der der Transport über Land extrem schwierig war, wichtig.

## Konstruktion
Die Burg war eine Motte mit Vorburg; oben auf dem Mound waren die Residenz des Eigentümers und der letzte Zufluchtsort bei einem Angriff auf die Burg. Die Vorburg darunter enthielt die Wohnquartiere, Lager und Werkstätten. Eine starke Kurtine mit Wehrgängen umschloss den Mound und eine schwächere Mauer befand sich auf dem Erdwall der Vorburg.

## Heute
Die Überreste der Burg werden heute von English Heritage verwaltet, zusammen mit dem Castle Acre Bailey Gate und der Castle Acre Priory in der Nähe.